# Nationaal park Mercantour
Nationaal park Mercantour (Frans: Parc national du Mercantour) is een nationaal park in zuidoost- Frankrijk, ten noorden van Nice en Monaco, tegen de Italiaanse grens.
Mercantour is een van de 11 nationale parken van Frankrijk. Het is in 1979 opgericht en sindsdien een toeristisch succes met bijna een miljoen bezoekers per jaar. Het is tevens de naam van dit gedeelte van de Alpen.

## Omvang
Het beschermde gebied heeft een omvang van een kleine 700 km². Het bestaat uit een onbewoond gebied, bestaande uit 7 dalen, die van de Roia, de Bévéra, de Vésubie, de Tinée en de Hoge Var in het departement Alpes-Maritimes, plus de valleien van de Verdon en de Ubaye in het departement Alpes-de-Haute-Provence. Dit gebied is omgeven door een zone met daarin 28 dorpjes.

## Geografie
Hoogste berg: de Cime du Gélas (3143 m), verder 6 bergtoppen boven de 3000 meter, waaronder de Mont Clapier (3045 m) de meest zuidelijke berg boven de 3000 meter in de Alpen.

## Geschiedenis
In het centrum van het park ligt de berg Bégo (2872 m). Deze berg wordt door de lokale bevolking als een heilige berg gezien, samen met twee dalen bij de berg, de Vallée des Merveilles en de Vallée de Fontanalbe. In beide dalen zijn sporen uit de bronstijd aanwezig.
Op een plek zijn meer dan 35.000 tekeningen gevonden op een hoogte tussen de 2100 en 2600 meter, die waarschijnlijk door herders uit de omgeving in de jaren 1800 tot 1500 v.Chr. zijn ingekerfd. Het gaat om figuren van dieren, mensen, wapens, werktuigen en geometrische figuren. In 1989 werd deze plaats uitgeroepen tot natuurmonument.

## Planten
Er leven meer dan 2000 verschillende soorten planten, waaronder de olijfboom.

## Dieren
Wandelaars kunnen makkelijk gemzen zien, er leven er duizenden in het park. Hermelijnen zijn zeldzamer, net als alpensteenbokken en moeflons, alhoewel, ze met een beetje geluk aan het einde van de dag tevoorschijn komen, als het wat koeler wordt.
Er leven veel verschillende dieren zoals hazen, wilde zwijnen, arenden en buizerds, ontelbare soorten vlinders en zelfs wolven. Verder steenarenden, lammergieren, alpenmarmotten en auerhoeners.

## Afbeeldingen

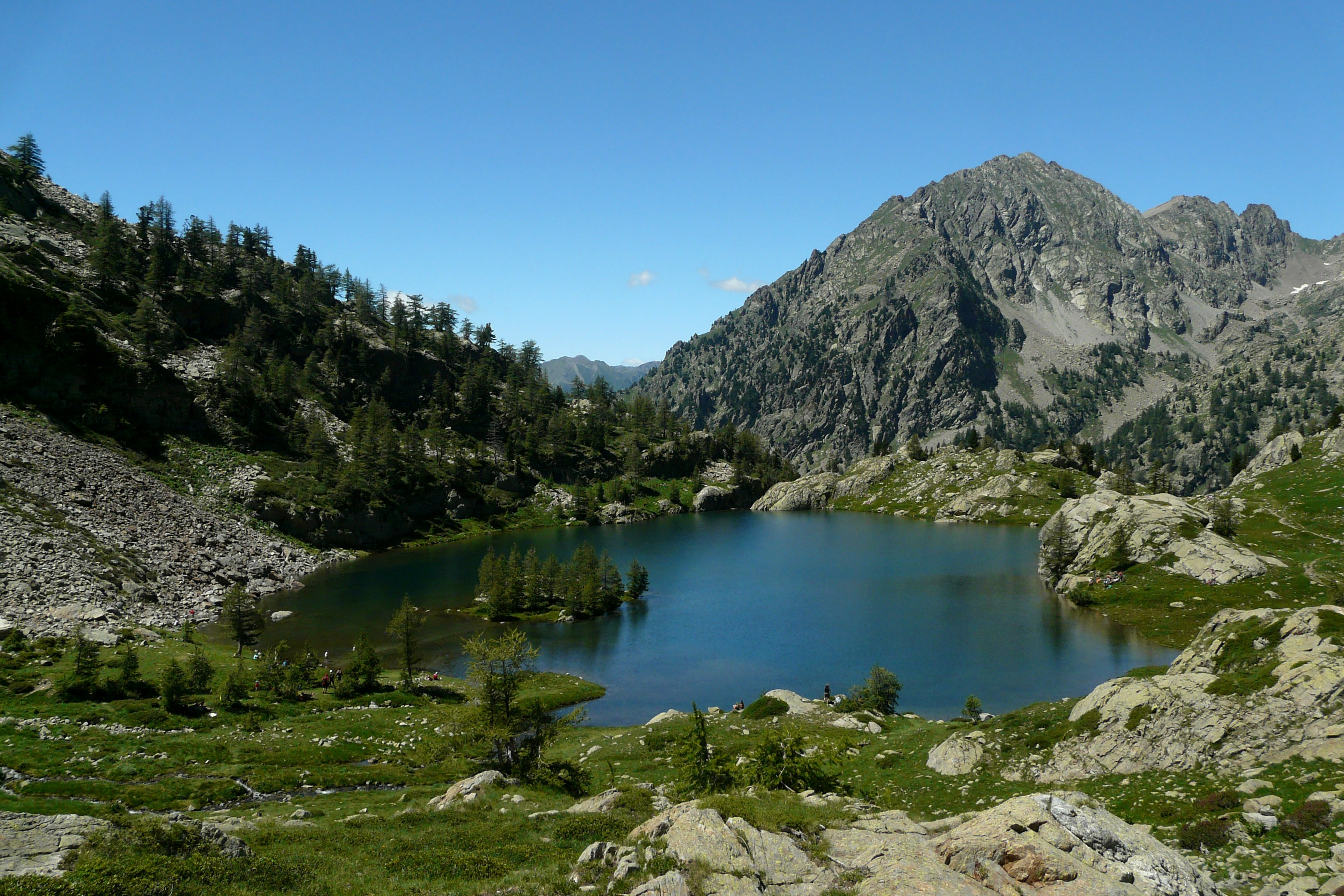
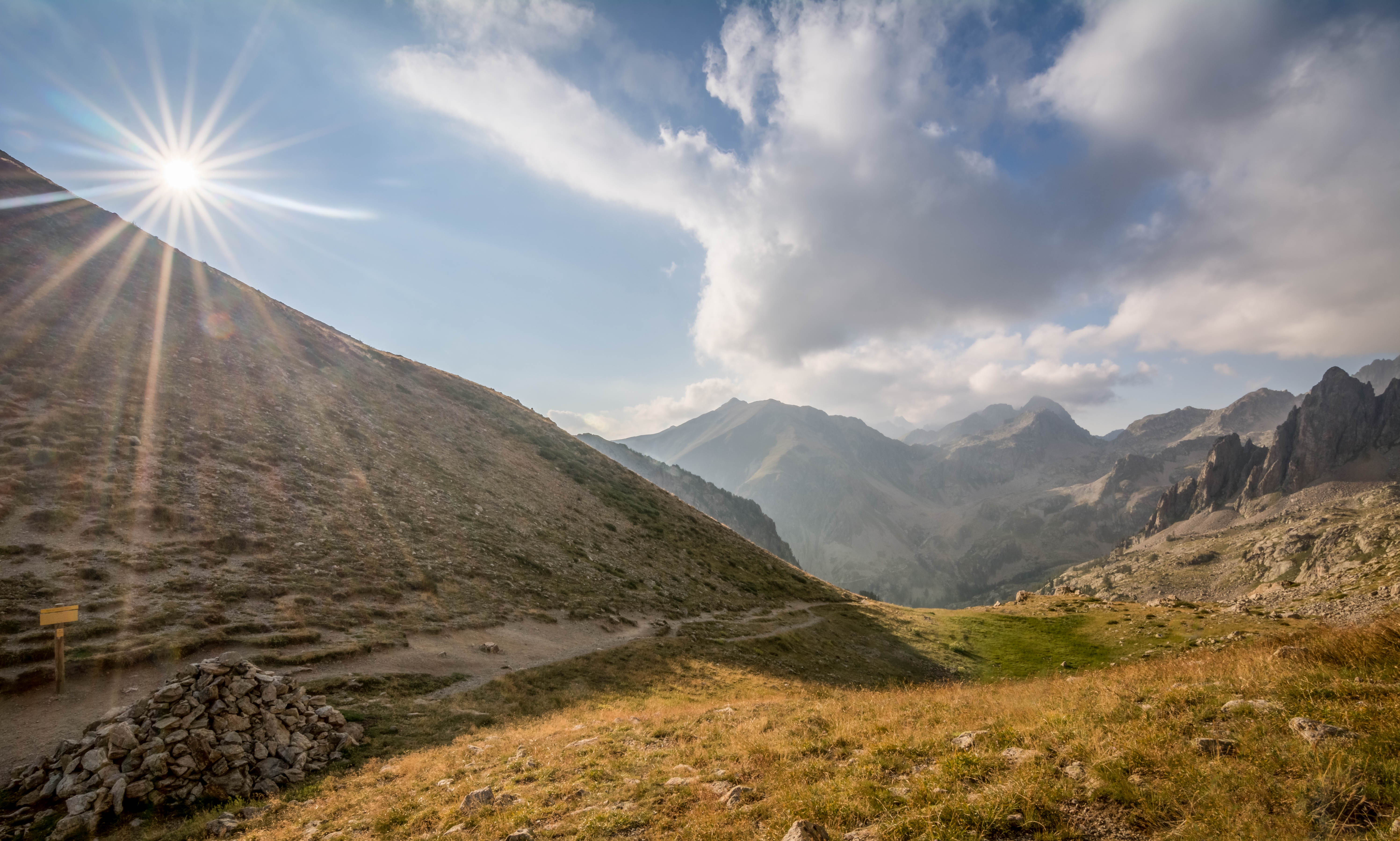
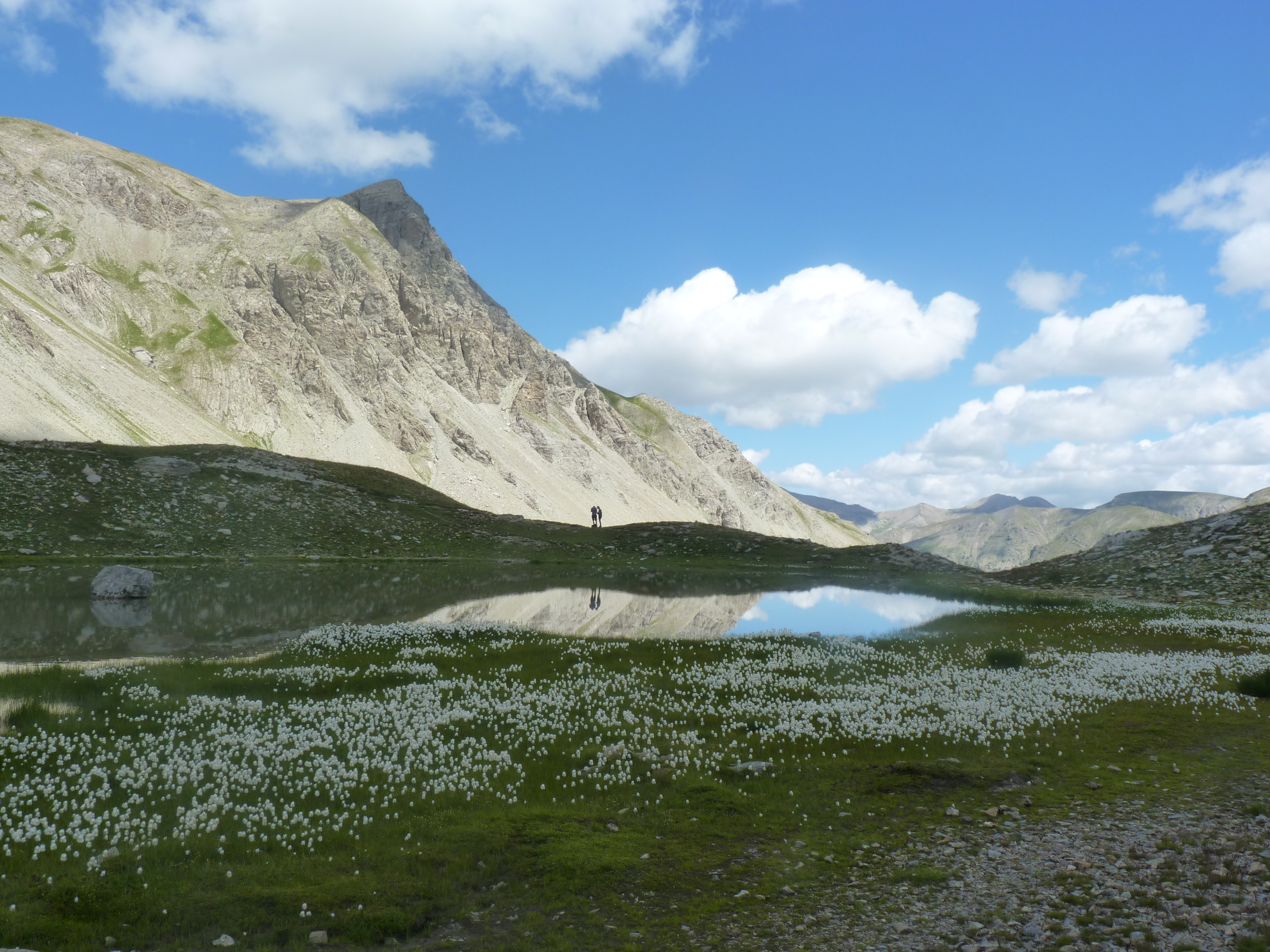
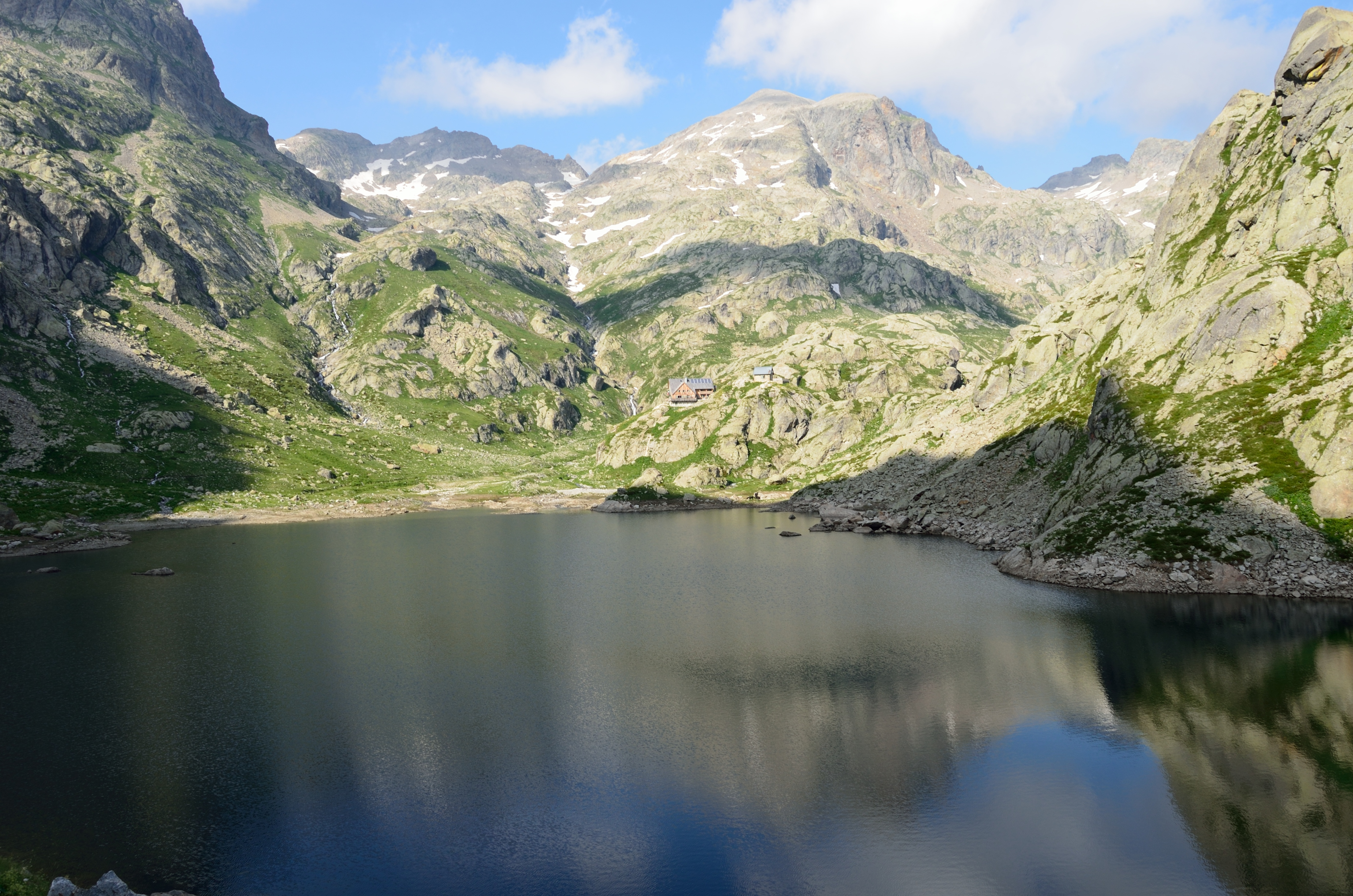
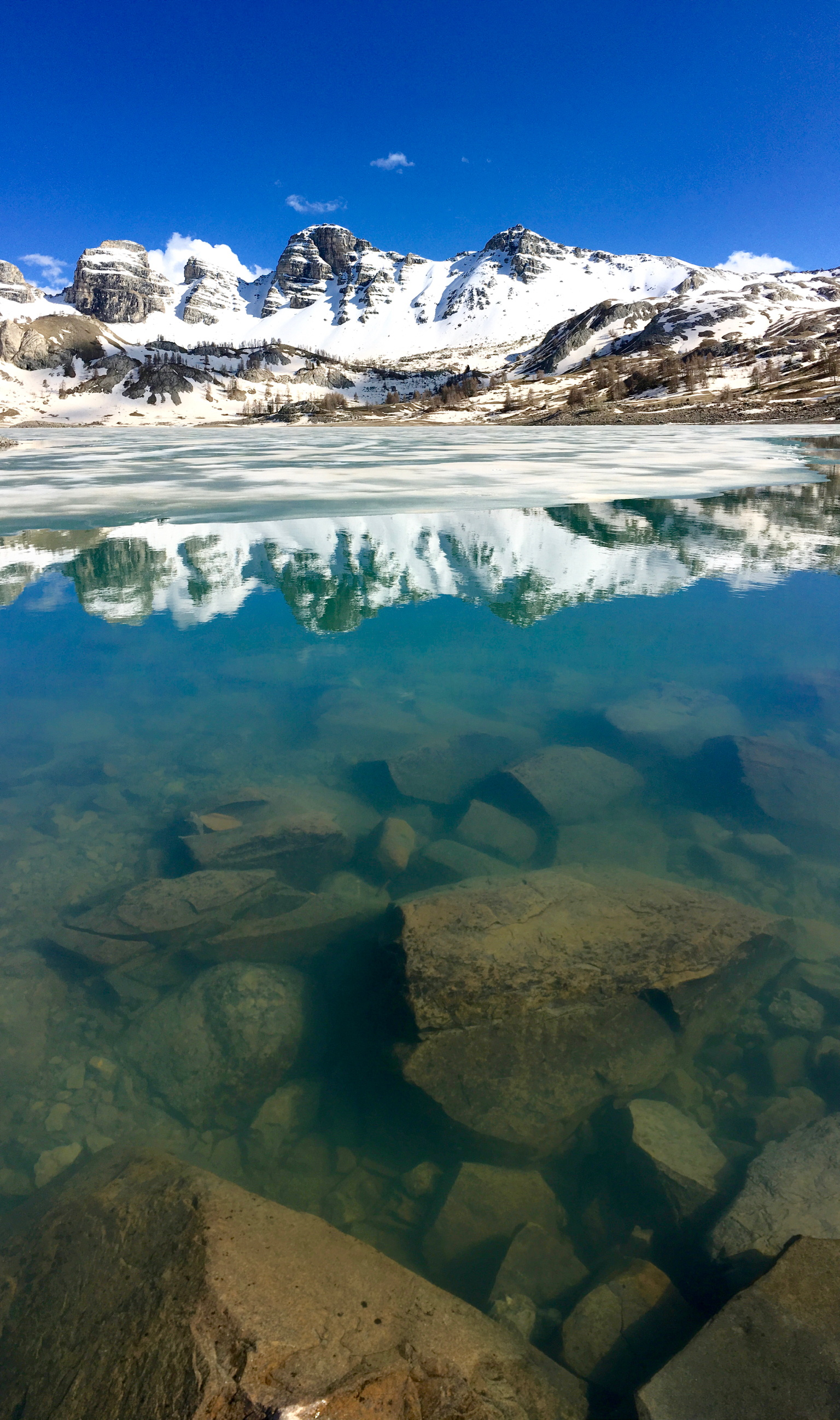
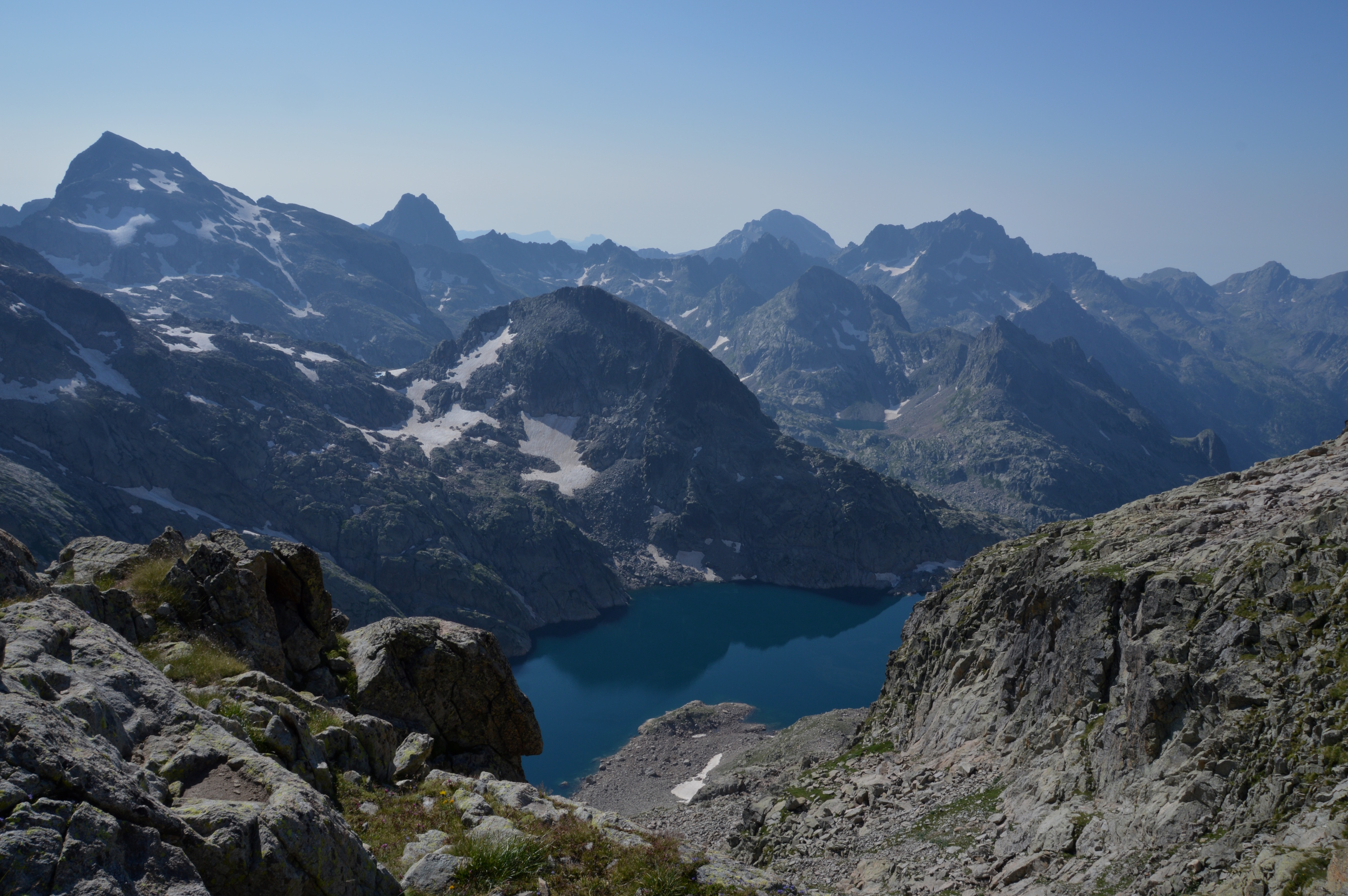
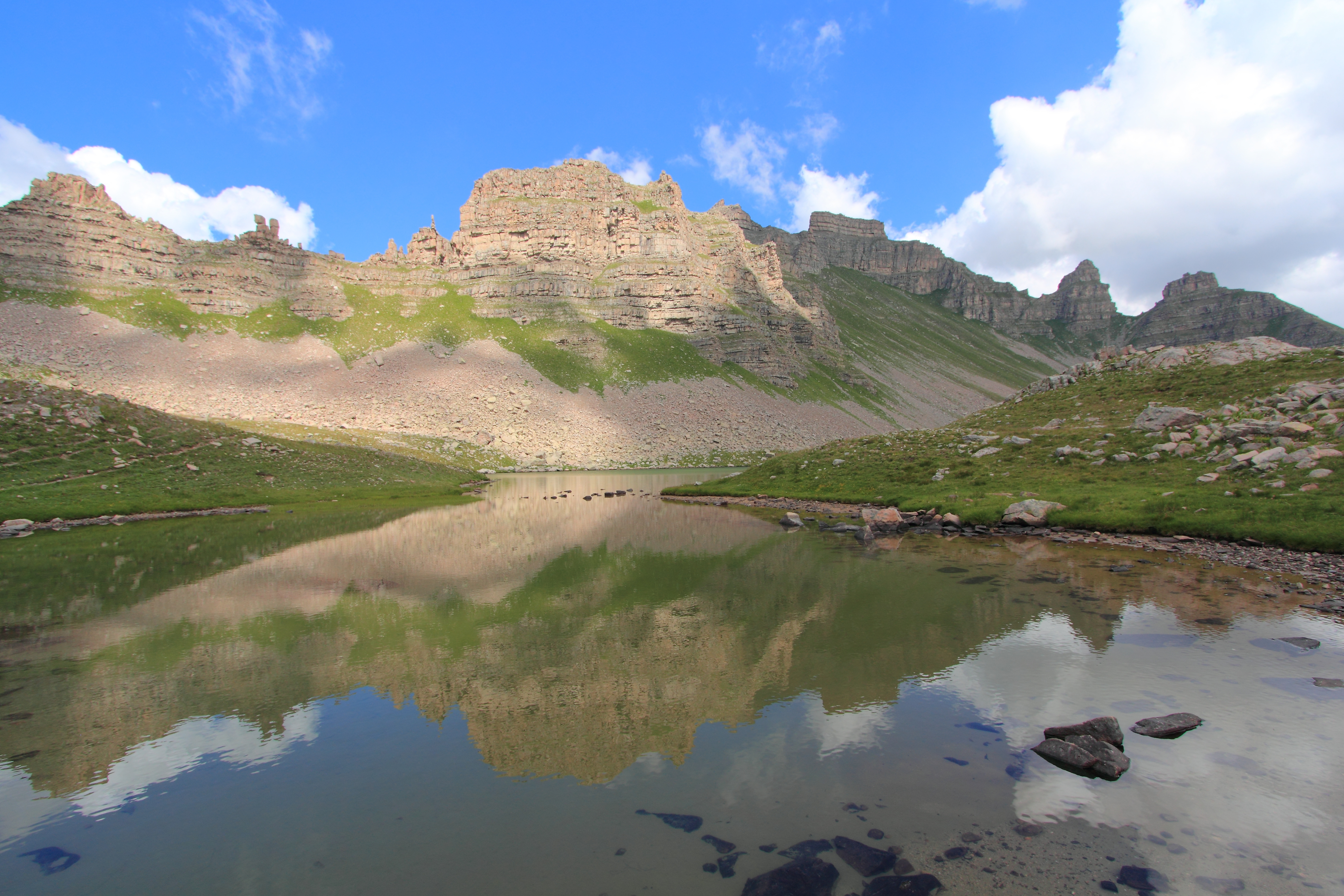
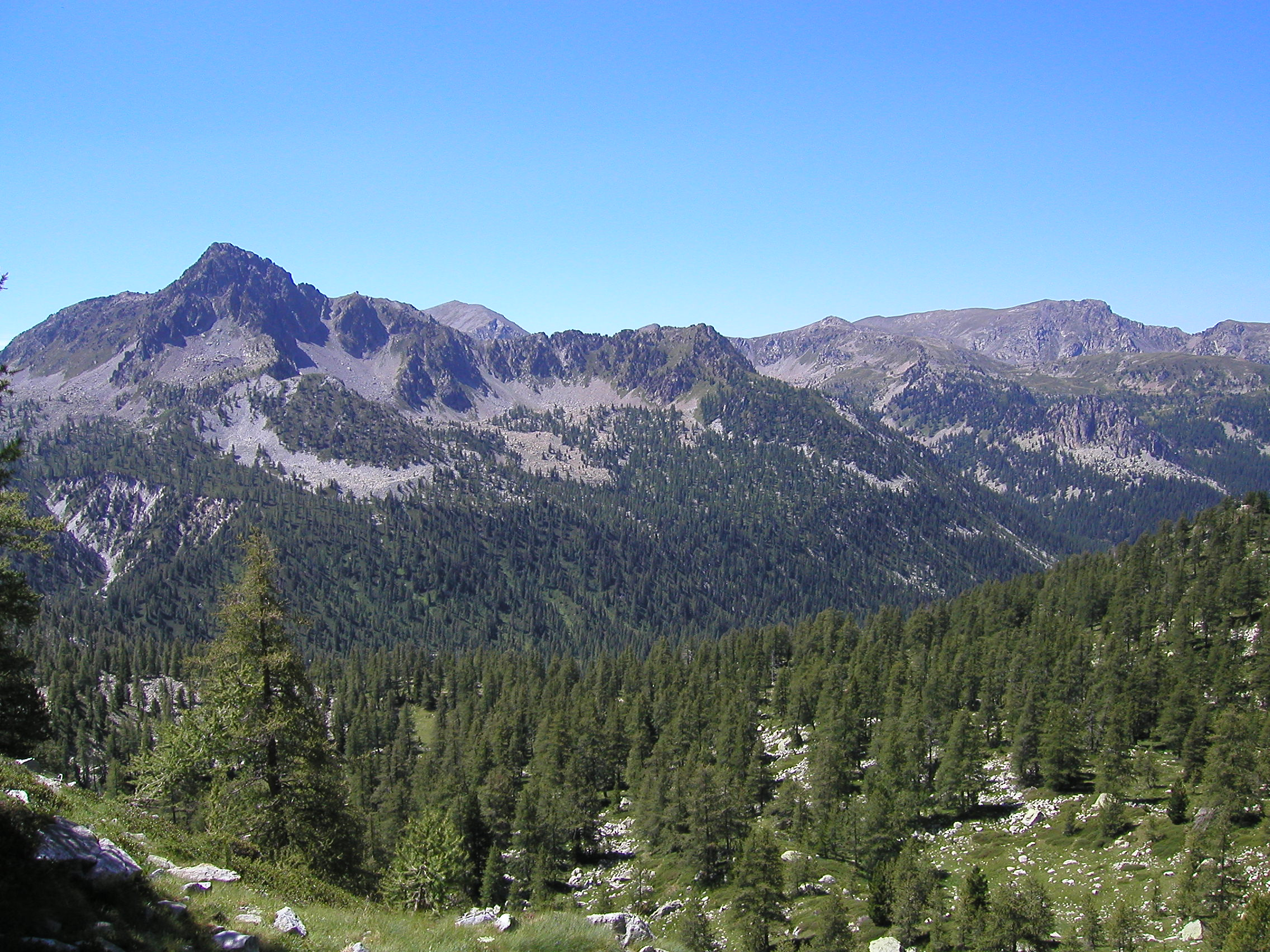
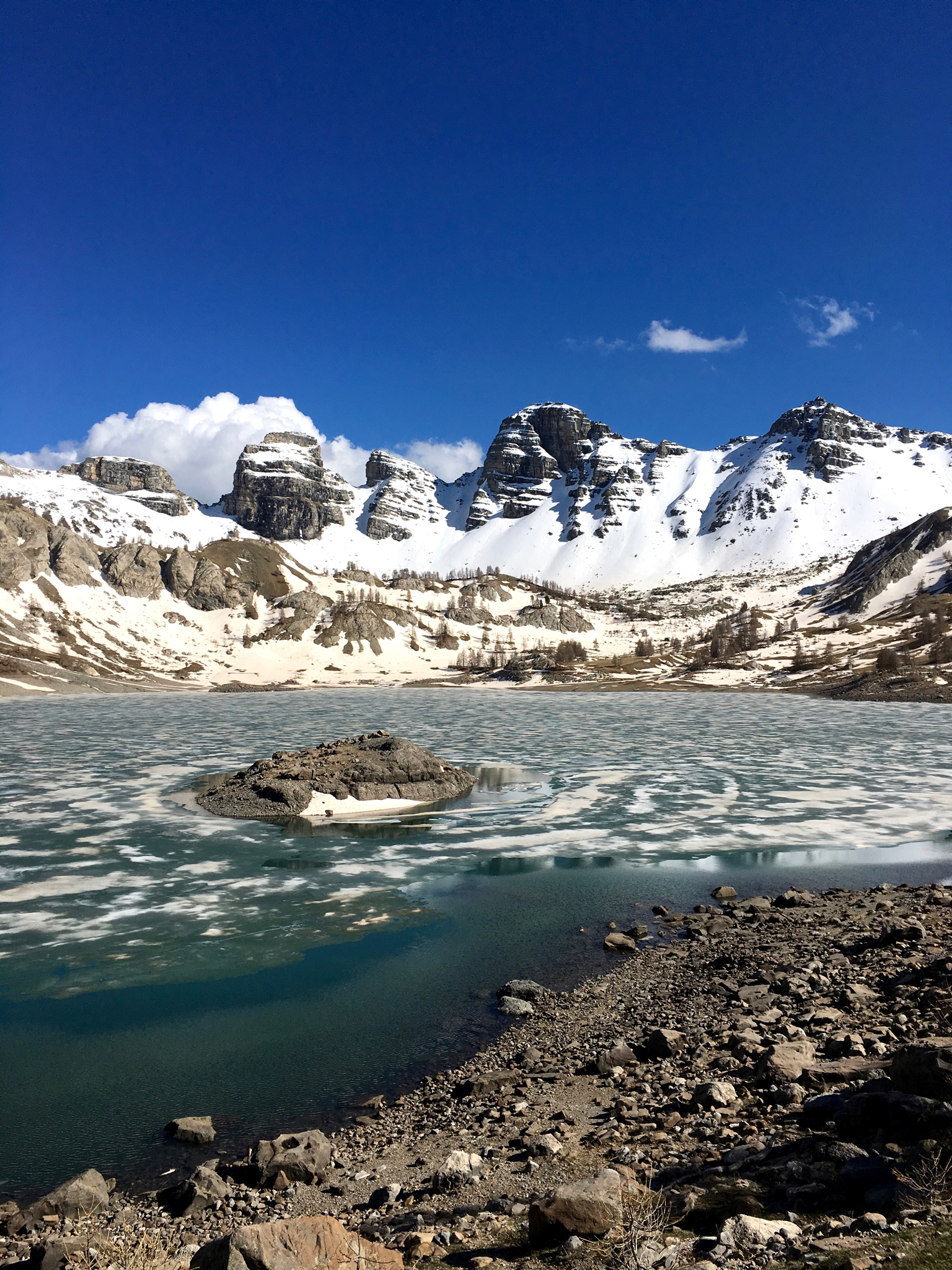
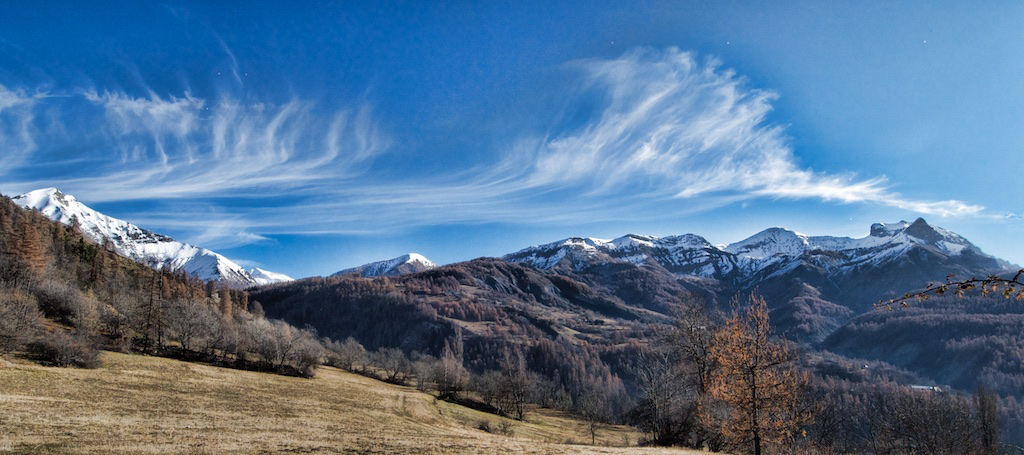